# Ordsall (Nottinghamshire)
Ordsall – wieś w Anglii, w hrabstwie Nottinghamshire, w dystrykcie Bassetlaw. Leży 42 km na północ od miasta Nottingham i 208 km na północ od Londynu.